# Eleccions presidencials dels Estats Units de 1792
Les eleccions presidencials dels Estats Units de 1792, les segones de la història del país, tingueren lloc entre el divendres 2 de novembre i el dimecres 5 de desembre de 1972. El president titular, George Washington, va ser elegit per un segon mandat de manera unànime pel col·legi electoral mentre que John Adams va ser reelegit vicepresident. Washington no va tenir cap contrincant, però Adams va tenir una reelecció competitiva amb el governador de Nova York, George Clinton.
Washington era popular i ningú va fer cap intent seriós d'oposar-se'n a la reelecció. Les normes electorals de l'època requerien que cada elector presidencial emetés dos vots sense distingir quin era per president i vicepresident. El més votat esdevindria president i el segon més votat, vicepresident. El Partit Demòcrata-Republicà, que s'havia organitzat en oposició a les polítiques del secretari del tresor Alexander Hamilton, va donar suport a Clinton per la vicepresidència. En canvi, Adams va rebre el suport del Partit Federalista en la seva cerca d'un nou mandat. Cap partit estava organitzat completament i les divisions partisanes no estaven encara solidificades.
Washington va rebre 132 vots electorals, un de cada elector. Adams va guanyar 77 vots electorals, prou per guanyar la reelecció. Clinton va acabar en tercer lloc amb 50 vots electorals, guanyant el seu estat natal de Nova York així com tres estats del Sud. Dos altres candidats van guanyar els cinc vots restants. Aquestes eleccions van ser les primeres en què cada estat dels tretze originals van designar electorals, juntament amb els nous estats de Kentucky i Vermont.
Va ser l'única elecció presidencial que no es va celebrar just quatre anys després de l'elecció anterior, encara que la major part de l'elecció prèvia s'havia celebrat quatre anys abans.

## Candidats
El 1792, les eleccions presidencials encara es desenvoluparen segons el mètode original establert a la Constitució dels Estats Units. Sota aquest sistema, cada elector emetia dos vots: el candidat que rebés més vots (sempre i quan tingués majoria) esdevindria president, mentre que el segon més votat esdevindria vicepresident. La dotzena esmena canviaria aquest sistema, tot requerint que els electors emetessin un vot per president i un altre per vicepresident, però aquesta canvi no s'implementaria fins al 1804. A causa d'això, és difícil emprar terminologia actual per descriure les relacions entre els candidats d'aquestes eleccions.
Els historiadors afirmen que Washington es va presentar sense oposició. De fet, el president titular gaudia del suport dels dos partits i va rebre un vot de cada elector. L'elecció del vicepresident va ser més divisiva. El Partit Federalista va donar suport al vicepresident titular John Adams, de Massachusetts, mentre que el Partit Demòcrata-Republicà va donar suport a la candidatura del governador de Nova York George Clinton. Com que pocs dubtaven que Washington seria el més votat, Adams i Clinton competien per la vicepresidència; encara que legalment eren candidats a la presidència competint amb Washington.

### Nominació federalista
- George Washington, president dels Estats Units, de Virgínia
- John Adams, vicepresident dels Estats Units, de Massachusetts

### Nominació demòcrata-republicana
- George Washington, president dels Estats Units, de Virgínia
- George Clinton, governador de Nova York

Sorgit de la facció antifederalista que s'havia oposat a la Constitució el 1788, el Partit Demòcrata-Republicà va ser el principal opositor a l'agenda del secretari del Tresor Alexander Hamilton. No tenien cap possibilitat de derrotar Washington però esperaven guanyar la vicepresidència superant el titular, John Adams. Molts demòcrata-republicans haurien preferit nominar Thomas Jefferson, el seu líder ideològic i secretari d'Estat de Washington. Tanmateix, això els hauria costat l'estat de Virgínia, ja que els electors no podien votar per dos candidats del seu propi estat i Washington també era de Virgínia. Clinton, el governador de Nova York i ex-líder dels antifederalistes, va esdevenir el candidat del partit després de rebre el suport de Jefferson i James Madison. Clinton era originari d'un estat clau important i va convèncer els líders del partit que seria un candidat més fort que el senador Aaron Burr, també de Nova York. Un grup de líders demòcrata-republicans es van reunir a Filadèlfia l'octubre de 1792 i van elegir Clinton com a candidat vicepresidencial del partit.

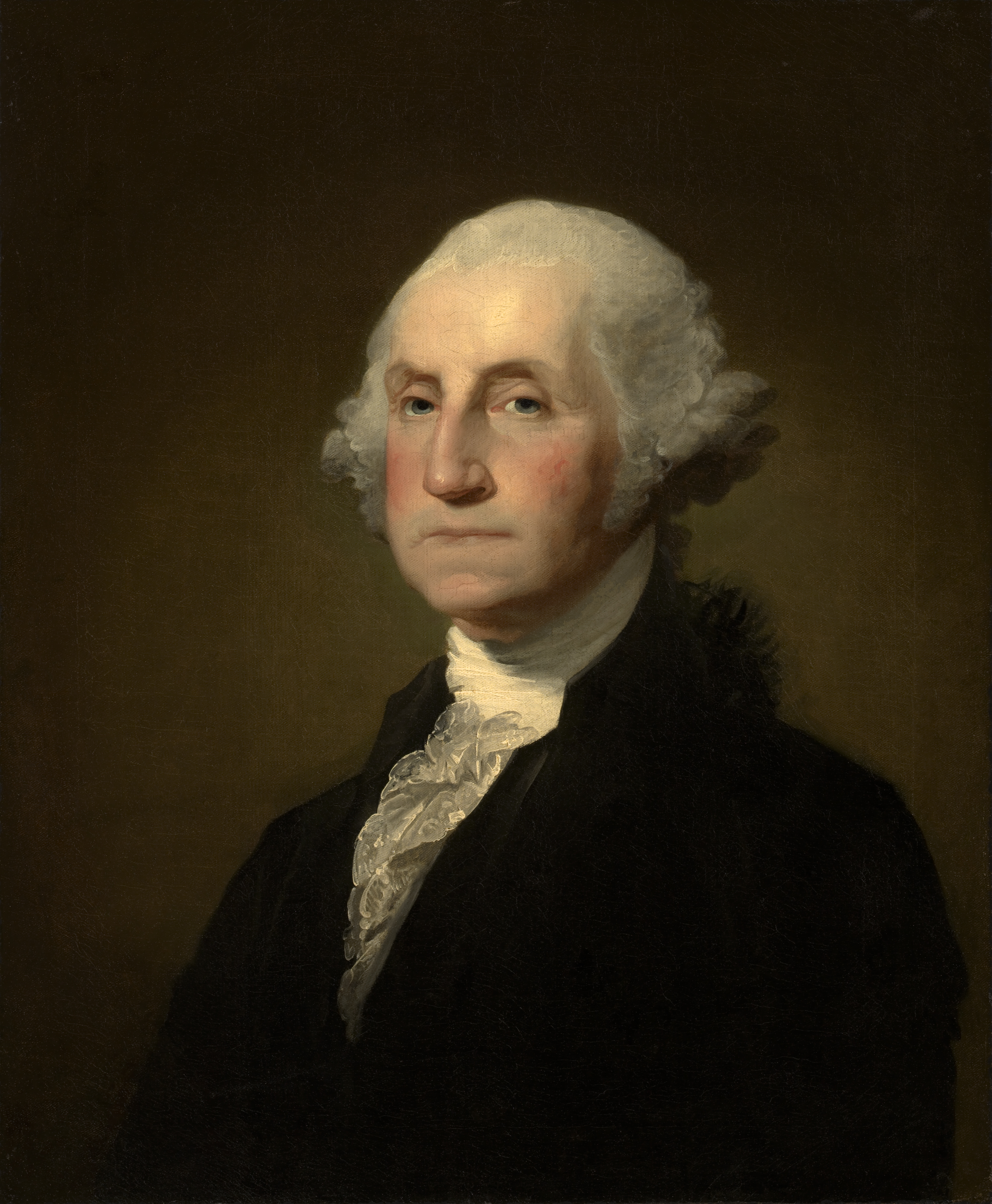
President George Washington
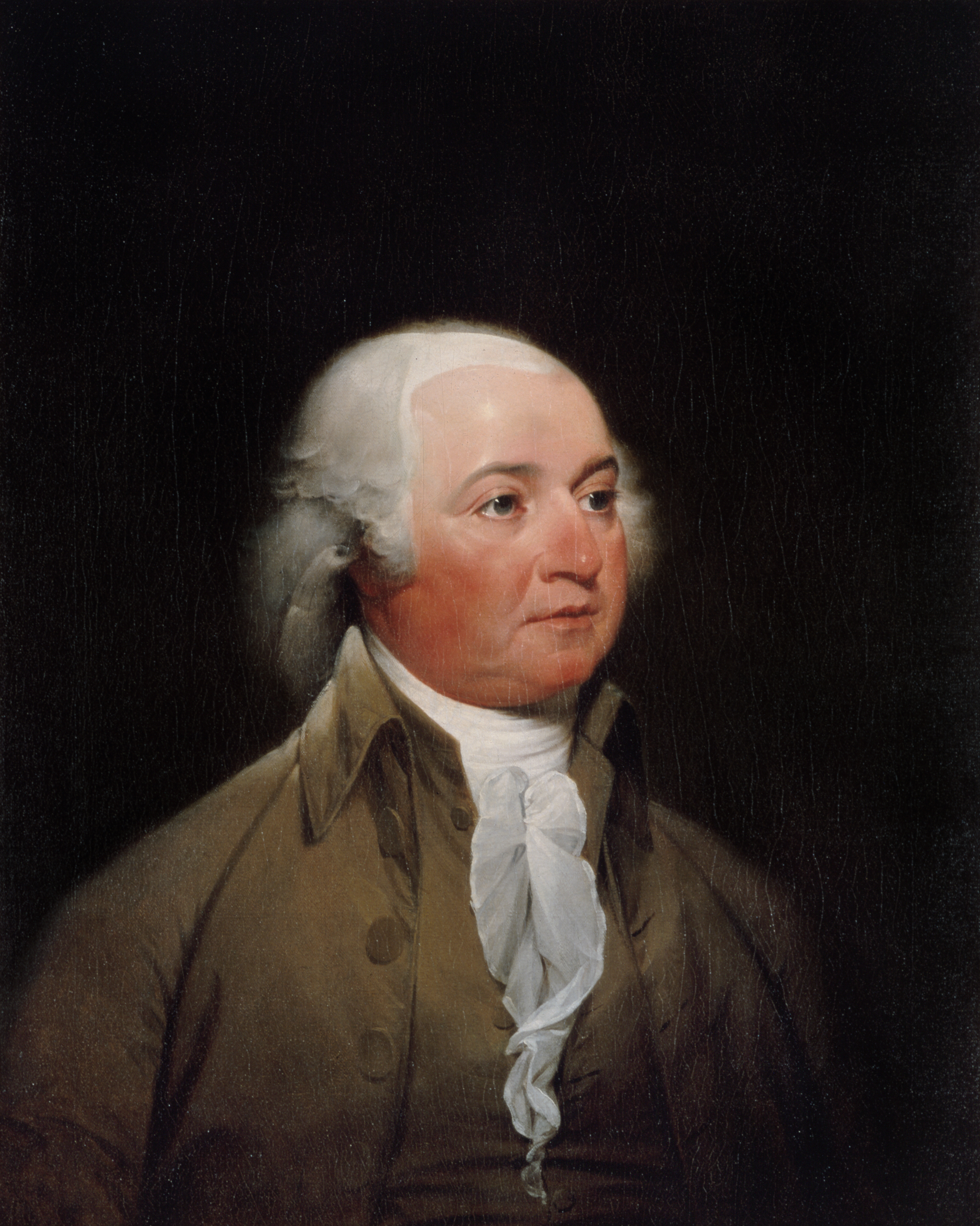
Vicepresident John Adams
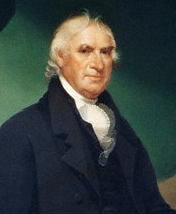
Governador de Nova York George Clinton

## Campanya
El 1792, una divisió partidista havia sorgit entre els federalistes, dirigits pel secretari del Tresor Alexander Hamilton, que desitjava un govern federal fort amb un paper central en l'economia, i els demòcrata-republicans encapçalats pel secretari d'Estat Thomas Jefferson i el congressista James Madison de Virgínia, que s'oposaven al programa econòmic de Hamilton i donaven suport als drets dels estats. Al principi, Madison era un federalista fins que es va oposar a la creació del Primer Banc dels Estats Units de Hamilton el 1791. Va formar el Partit Demòcrata-Republicà amb l'antifederalista Thomas Jefferson el 1792.
Les eleccions de 1792 van ser les primeres dels Estats Units a ser disputades per una mena de partits. En la majoria d'estats, les eleccions al Congrés foren reconegudes com una "lluita entre el departament del Tresor i els interessos republicans" per fer servir les paraules de l'estratega de Jefferson, John Beckley. A Nova York, la cursa per governador es va disputar en aquestes línies. Els candidats foren el president del Tribunal Suprem John Jay, un hamiltonià, i el titular George Clinton, candidat vicepresidencial del partit.
Washington pensava en retirar-se després del primer mandat a causa de la seva salut i anar a Mount Vernon. Ambdós bàndols el van encoratjar a romandre en el càrrec per solucionar les diferències entre faccions i ajudar el nou país enmig del clima volàtil causat per la guerra entre França i la Gran Bretanya. Washington van rebre el suport de gairebé tots els bàndols durant la seva presidència i va incrementar la popularitat en aprovar la Declaració de Drets. Tanmateix, els demòcrata-republicans i els federalistes van competir per la vicepresidència, amb el titular John Adams com a candidat federalista i George Clinton com a candidat demòcrata-republicà. Els federalistes van atacar Clinton pels seus antics lligams amb antifederalistes. Amb alguns electors demòcrata-republicans votants contra el seu propi candidat George Clinton – votant Thomas Jefferson i Aaron Burr – Adams va ser reelegit fàcilment.

## Resultats

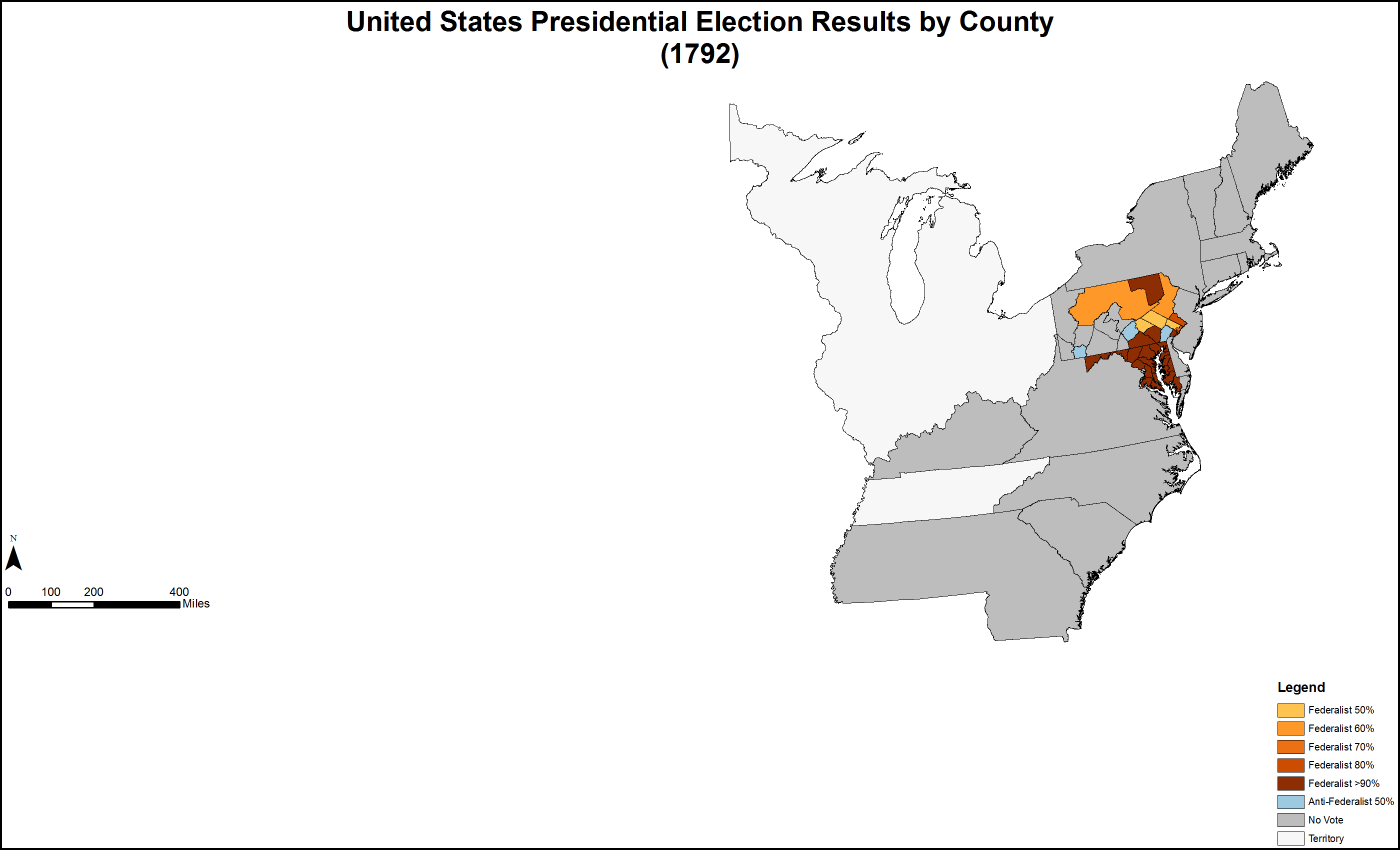
Resultats per comtat indicant el percentatge del candidat guanyador en cada comtat. El color groc representa els federalistes i el blau, els antifederalistes.

En aquell temps, hi havia quinze estats als Estats Units: els tretze estats originals i els dos recentment admesos estats de Vermont (març de 1791) i Kentucky (juny de 1792). L'estat de Virgínia era l'estat amb més vots electorals, que representaven un 15,9% del total, el percentatge més elevat de la història de les eleccions presidencials dels Estats Units. El Col·legi Electoral estava format per 132 electors, cadascun dels quals amb dos vots. Tal com estipulava la llei aprovada el primer de març de 1792, els electors es van reunir a cada estat el primer dimecres del mes de desembre (5 de desembre de 1792) per votar. El 13 de febrer de 1793 es va fer el recompte de vots durant una sessió conjunta del Congrés.
El Col·legi Electoral va escollir Washington per unanimitat. John Adams va ser reelegit vicepresident com a segon més votat, aquesta vegada amb una majoria d'electors. George Clinton només va guanyar els vots de Geòrgia, Carolina del Nord, Virgínia, el seu estat natal de Nova York i el d'un elector de Pennsilvània. Thomas Jefferson va guanyar els vots de Kentucky, recentment separat de l'estat natal de Jefferson, Virgínia. Un elector de Carolina del Sud va votar Aaron Burr. Tots aquests cinc candidats acabarien guanyant eleccions que els durien a la presidència o a la vicepresidència.
Van ser les eleccions amb menys participació de tota la història dels Estats Units, amb un 6,3% de participació. El resultat per a la vicepresidència va fer palès les divisions regionals que hi havia al país i que es veurien més clarament a les eleccions presidencials de 1796. Adams va guanyar als estats de Nova Anglaterra i de l'Atlàntic Mitjà, mentre que Clinton va guanyar els del Sud.
El 4 de març de 1793, Washington va prendre possessió del càrrec de president segons el que estipulava el segon article de la Constitució a Filadèlfia. Washington va proclamar «Em torna a cridar la veu del meu país per a executar les funcions de magistrat en cap».

### Vot popular
| Partit              | Vot popular | Vot popular |
| Partit              | Recompte    | Percentatge |
| ------------------- | ----------- | ----------- |
| Federalista         | 28.300      | 99,0%       |
| Demòcrata-Republicà | 279         | 0,98%       |
| Total               | 28.579      | 100,0%      |

Només sis dels quinze estats van escollir electors per alguna mena de vot popular, i cadascun d'aquests tenia diferents restriccions de propietat per accedir al sufragi. Abans de la implementació de la dotzena esmena, les normes electorals amagaven les intencions dels votants.

### Vots electorals[4]
| Candidat presidencial       | Partit                 | Estat natal            | Vot popular            | Vot popular            | Vots electorals |
| Candidat presidencial       | Partit                 | Estat natal            | Recompte               | Percentatge            | Vots electorals |
| --------------------------- | ---------------------- | ---------------------- | ---------------------- | ---------------------- | --------------- |
| George Washington (titular) | Independent            | Virgínia               | 28.579                 | 100,0%                 | 132             |
| John Adams                  | Federalista            | Massachusetts          | —                      | —                      | 77              |
| George Clinton              | Demòcrata-Republicà    | Nova York              | —                      | —                      | 50              |
| Thomas Jefferson            | Demòcrata-Republicà    | Virgínia               | —                      | —                      | 4               |
| Aaron Burr                  | Demòcrata-Republicà    | Nova York              | —                      | —                      | 1               |
| Total                       | Total                  | Total                  | 28.579                 | 100,0%                 | 264             |
| Necessaris per guanyar      | Necessaris per guanyar | Necessaris per guanyar | Necessaris per guanyar | Necessaris per guanyar | 68              |

Dos electors de Maryland i un de Vermont no van emetre cap vot.

### Vots electorals per estat[8]
| Estat             | Washington | Adams | Clinton | Jefferson | Burr |
| ----------------- | ---------- | ----- | ------- | --------- | ---- |
| Connecticut       | 9          | 9     | 0       | 0         | 0    |
| Delaware          | 3          | 3     | 0       | 0         | 0    |
| Geòrgia           | 4          | 0     | 4       | 0         | 0    |
| Kentucky          | 4          | 0     | 0       | 4         | 0    |
| Maryland          | 8          | 8     | 0       | 0         | 0    |
| Massachusetts     | 16         | 16    | 0       | 0         | 0    |
| Nou Hampshire     | 6          | 6     | 0       | 0         | 0    |
| Nova Jersey       | 7          | 7     | 0       | 0         | 0    |
| Nova York         | 12         | 0     | 12      | 0         | 0    |
| Carolina del Nord | 12         | 0     | 12      | 0         | 0    |
| Pennsilvània      | 15         | 14    | 1       | 0         | 0    |
| Rhode Island      | 4          | 4     | 0       | 0         | 0    |
| Carolina del Sud  | 8          | 7     | 0       | 0         | 1    |
| Vermont           | 3          | 3     | 0       | 0         | 0    |
| Virgínia          | 21         | 0     | 21      | 0         | 0    |
| Total             | 132        | 77    | 50      | 4         | 1    |

| Vot popular | Vot popular | Vot popular | Vot popular | Vot popular |
| ----------- | ----------- | ----------- | ----------- | ----------- |
|             |             |             |             |             |

| <div style="background-color:#100.0; width: Error de l'expressió: Signe de puntuació no reconegut "'"px; height: 12px;"> | #DDDDDD |

| <div style="background-color:#0.0; width: Error de l'expressió: Paraula no reconeguda "altres".px; height: 12px;"> | 1. 777777 |

| Vots electorals | Vots electorals | Vots electorals | Vots electorals | Vots electorals |
| --------------- | --------------- | --------------- | --------------- | --------------- |
|                 |                 |                 |                 |                 |

| <div style="background-color:#97.8; width: Error de l'expressió: Signe de puntuació no reconegut "'"px; height: 12px;"> | #DDDDDD |

| <div style="background-color:#57.0; width: Error de l'expressió: Paraula no reconeguda "adams".px; height: 12px;"> | #EA9978 |

| <div style="background-color:#37.0; width: Error de l'expressió: Paraula no reconeguda "clinton".px; height: 12px;"> | #008000 |

| <div style="background-color:#3.0; width: Error de l'expressió: Paraula no reconeguda "jefferson".px; height: 12px;"> | #008000 |

| <div style="background-color:#0.7; width: Error de l'expressió: Paraula no reconeguda "burr".px; height: 12px;"> | #008000 |

| <div style="background-color:#2.2; width: Error de l'expressió: Paraula no reconeguda "no".px; height: 12px;"> | 1. 777777 |

## Selecció del col·legi electoral
La primera secció del segon article de la Constitució establia que les legislatures estatals havien de decidir la manera com s'elegien els electors. Les legislatures estatals van escollit mètodes diferents.
| Mètode d'elecció d'electors | Estat(s)              |
| --- | --------------------- |
| Estat dividit en districtes electorals, amb un elector escollit pels votants de cada districte | Kentucky Virgínia     |
| Cada elector és escollit pels votants de tot l'estat | Maryland Pennsilvània |
| - Dos districtes escullen cinc electors cadascun; els altres dos districtes en trien tres - Cada electors ha de ser escollit per una majoria de votants en un districte - Si un número insuficient d'electors són escollits per majoria en un districte, la resta d'electors seran designats per la legislatura estatal | Massachusetts         |
| - Cada elector és elegit per una majoria de votants de tot l'estat - Si un número insuficient d'electors són escollits per la majoria, una segona volta se celebra entre els 2n candidats més votants, on n és el número de vacants                                                                                     | Nou Hampshire         |
| Cada elector és designat per la legislatura estatal | (resta d'estats)      |